# Tomás Román
Tomás Román ( (Madria, 1623-1682) fue un maestro de obras y arquitecto español durante el siglo XVII. Nació en el seno de una familia de carpinteros.

## Obras de Tomás Román

### Nueva Casa de la Panadería de la Plaza Mayor de Madrid
Cabe destacar que fue el arquitecto encargado de la construcción de la nueva casa de la Casa de la Panadería en la Plaza Mayor de Madrid tras el segundo incendio que ocurrió en 1672.

### Otras colaboraciones y obras
Colaboró su equipo de arquitectos compuesto por Marcos López, Pedro Lázaro Goiti, Juan de León y Lucas Román. Realizó obras en el norte de España trabajando en las obras de la Casa de Camus Pacheco en Santander.